# Campeonato Brasileiro Série B 2014
Il Campeonato Brasileiro Série B 2014 (in italiano Campionato Brasiliano Serie B 2014) è stato la 33ª edizione del secondo livello del campionato brasiliano di calcio. Il Joinville ha vinto il campionato per la prima volta, tornando in Série A dopo 29 anni di assenza.

## Formula
Girone all'italiana con partite di andata e ritorno. Sono promosse in Série A le prime quattro squadre classificate, mentre sono retrocesse in Série C le ultime quattro classificate.

In caso di arrivo a pari punti tra due o più squadre, per determinarne l'ordine in classifica sono utilizzati, nell'ordine, i seguenti criteri:
1. Maggior numero di vittorie;
2. Miglior differenza reti;
3. Maggior numero di gol segnati;
4. Confronto diretto (solo nel caso di arrivo a pari punti di due squadre);
5. Minor numero di espulsioni;
6. Minor numero di ammonizioni;
7. Sorteggio.

## Partecipanti
| Squadra         | Città              | Stato               | Stagione 2013        |
| --------------- | ------------------ | ------------------- | -------------------- |
| ABC             | Natal              | Rio Grande do Norte | 14º posto            |
| América-RN      | Natal              | Rio Grande do Norte | 13º posto            |
| América-MG      | Belo Horizonte     | Minas Gerais        | 9º posto             |
| Atl. Goianiense | Goiânia            | Goiás               | 16º posto            |
| Avaí            | Florianópolis      | Santa Catarina      | 10º posto            |
| Boa Esporte     | Varginha           | Minas Gerais        | 11º posto            |
| Bragantino      | Bragança Paulista  | San Paolo           | 12º posto            |
| Ceará           | Fortaleza          | Ceará               | 7º posto             |
| Icasa           | Juazeiro do Norte  | Ceará               | 5º posto             |
| Joinville       | Joinville          | Santa Catarina      | 6º posto             |
| Luverdense      | Lucas do Rio Verde | Mato Grosso         | 3º posto in Série C  |
| Náutico         | Recife             | Pernambuco          | 20º posto in Série A |
| Oeste           | Itápolis           | San Paolo           | 15º posto            |
| Paraná          | Curitiba           | Paraná              | 8º posto             |
| Ponte Preta     | Campinas           | San Paolo           | 19º posto in Série A |
| Portuguesa      | San Paolo          | San Paolo           | 17º posto in Série A |
| Sampaio Corrêa  | São Luís           | Maranhão            | 2º posto in Série C  |
| Santa Cruz      | Recife             | Pernambuco          | 1º posto in Série C  |
| Vasco da Gama   | Rio de Janeiro     | Rio de Janeiro      | 18º posto in Série A |
| Vila Nova       | Goiânia            | Goiás               | 4º posto in Série C  |

## Classifica finale
|  | Pos. | Squadra         | Pt | G  | V  | N  | P  | GF | GS | DR  |
|  | ---- | --------------- | -- | -- | -- | -- | -- | -- | -- | --- |
|  | 1.   | Joinville       | 70 | 38 | 21 | 7  | 10 | 54 | 33 | +21 |
|  | 2.   | Ponte Preta     | 69 | 38 | 19 | 12 | 7  | 61 | 38 | +23 |
|  | 3.   | Vasco da Gama   | 63 | 38 | 16 | 15 | 7  | 50 | 36 | +14 |
|  | 4.   | Avaí            | 62 | 38 | 18 | 8  | 12 | 47 | 40 | +7  |
|  | 5.   | América-MG      | 61 | 38 | 20 | 7  | 11 | 59 | 39 | +20 |
|  | 6.   | Boa Esporte     | 59 | 38 | 18 | 5  | 15 | 51 | 48 | +3  |
|  | 7.   | Atl. Goianiense | 59 | 38 | 17 | 8  | 13 | 54 | 49 | +5  |
|  | 8.   | Ceará           | 57 | 38 | 16 | 9  | 13 | 58 | 53 | +5  |
|  | 9.   | Santa Cruz      | 55 | 38 | 14 | 13 | 11 | 51 | 38 | +13 |
|  | 10.  | Sampaio Corrêa  | 53 | 38 | 13 | 14 | 11 | 54 | 46 | +8  |
|  | 11.  | Paraná          | 51 | 38 | 13 | 12 | 13 | 45 | 43 | +2  |
|  | 12.  | Luverdense      | 50 | 38 | 15 | 5  | 18 | 40 | 46 | -6  |
|  | 13.  | Náutico         | 50 | 38 | 14 | 8  | 16 | 40 | 47 | -7  |
|  | 14.  | ABC             | 48 | 38 | 14 | 6  | 18 | 34 | 40 | -6  |
|  | 15.  | Oeste           | 48 | 38 | 12 | 12 | 14 | 39 | 48 | -9  |
|  | 16.  | Bragantino      | 46 | 38 | 13 | 7  | 18 | 45 | 55 | -10 |
|  | 17.  | América-RN      | 43 | 38 | 12 | 7  | 19 | 44 | 53 | -9  |
|  | 18.  | Icasa           | 43 | 38 | 11 | 10 | 17 | 34 | 43 | -9  |
|  | 19.  | Vila Nova       | 32 | 38 | 10 | 2  | 26 | 35 | 70 | -35 |
|  | 20.  | Portuguesa      | 25 | 38 | 4  | 13 | 21 | 29 | 59 | -30 |

Legenda:

      Promosse in Série A 2015
      Retrocesse in Série C 2015
Note:

Tre punti a vittoria, uno a pareggio, zero a sconfitta.